# Dieter Warken
Dieter Warken (* 3. Februar 1935) ist ein ehemaliger deutscher Fußballspieler. 

## Karriere
Dieter Warken spielte Erstligafußball in der Oberliga Süd. Dort absolvierte er ein Spiel für die Stuttgarter Kickers. Beim 7:1-Heimsieg der Kickers gegen Viktoria Aschaffenburg am 15. November 1953 erzielte Warke ein Tor.